# بیورن اینار رومورن
بیورن اینار رومورن (نروژی: Bjørn Einar Romøren؛ زادهٔ ۱ آوریل ۱۹۸۱) اسکی‌باز پرش اهل نروژ است.
از افتخارات وی میتوان به مدال برنز در بازی‌های المپیک زمستانی ۲۰۰۶ اشاره کرد.